# Oratorio di San Giacomo (Genova)
L'oratorio di San Giacomo è un luogo di culto cattolico situato nel quartiere di San Desiderio, in via Amedeo Casabona, nel comune di Genova nella città metropolitana di Genova.

## Storia e descrizione

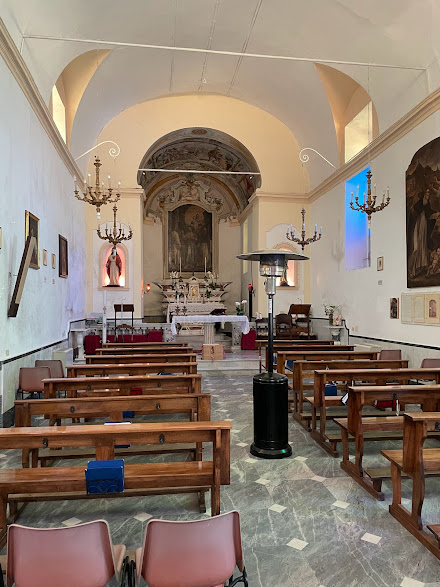
La navata interna

Edificato nel 1619, l'oratorio sorge all'estremità del Piano di San Giacomo (chiamato comunemente dagli abitanti del luogo con l'espressione dialettale il Ciàn, ovvero il piano) accanto al piccolo ponte dell'antica strada per Bavari (oggi via Poggio e salita Sella).
San Giacomo è un oratorio a navata unica, dotato di un piccolo campanile, il quale secondo una leggenda fu edificato clandestinamente nell'arco di una notte soltanto, poiché solamente in rari casi gli oratori potevano essere dotati di campanile. L'ingresso è situato su una parete laterale, contornato da un affresco raffigurante il santo.
All'interno della chiesa si trova un grande affresco murale raffigurante L'ultima cena rivolto verso il presbiterio. Agli angoli delle due pareti laterali sono rappresentati l'orazione di Gesù nell'orto e la lavanda dei piedi. Il confessionale sulla parte sinistra a metà navata è sormontato dalla statua processionale di san Giacomo. L'altare marmoreo ad opera dello scultore Francesco Maria Schiaffino è posto davanti a un affresco raffigurante il martirio del santo. Il coro è adornato da una tela raffigurante san Giacomo, san Desiderio e sant'Alberto.